# متنزه وطني

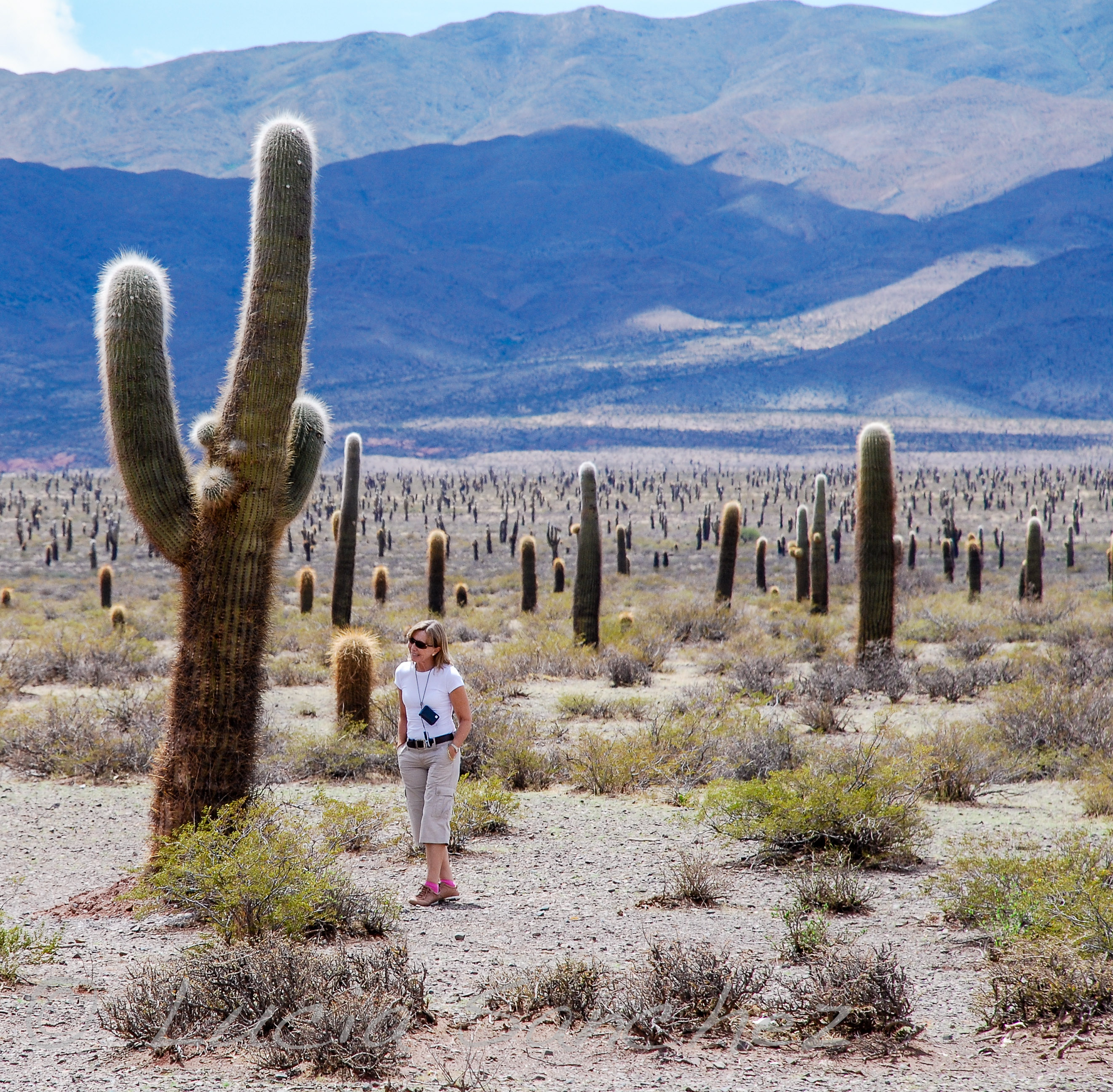
متنزه وطني في الأرجنتين

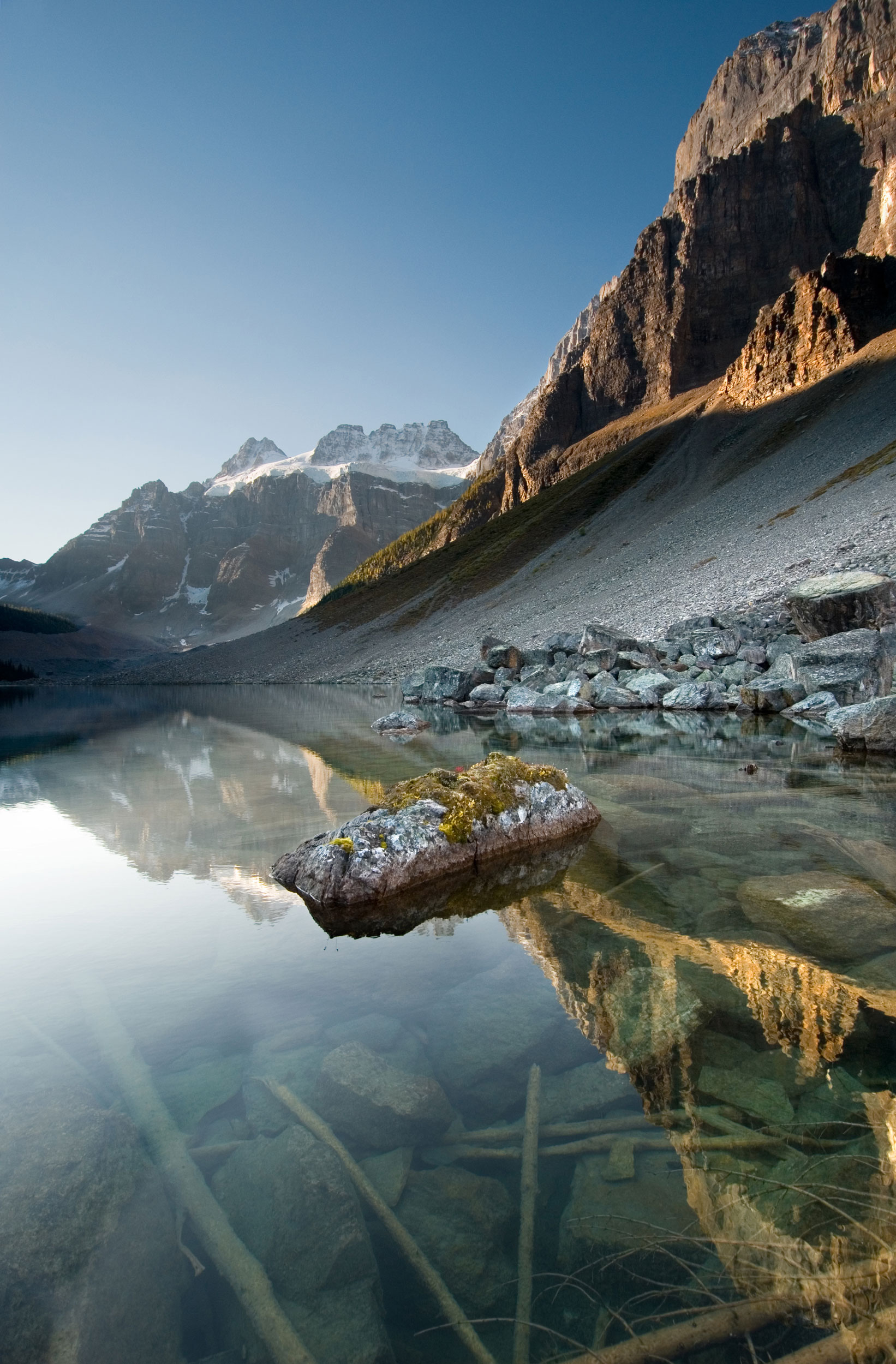
بحيرة العزاء بمنتزه بانف الوطني في كندا

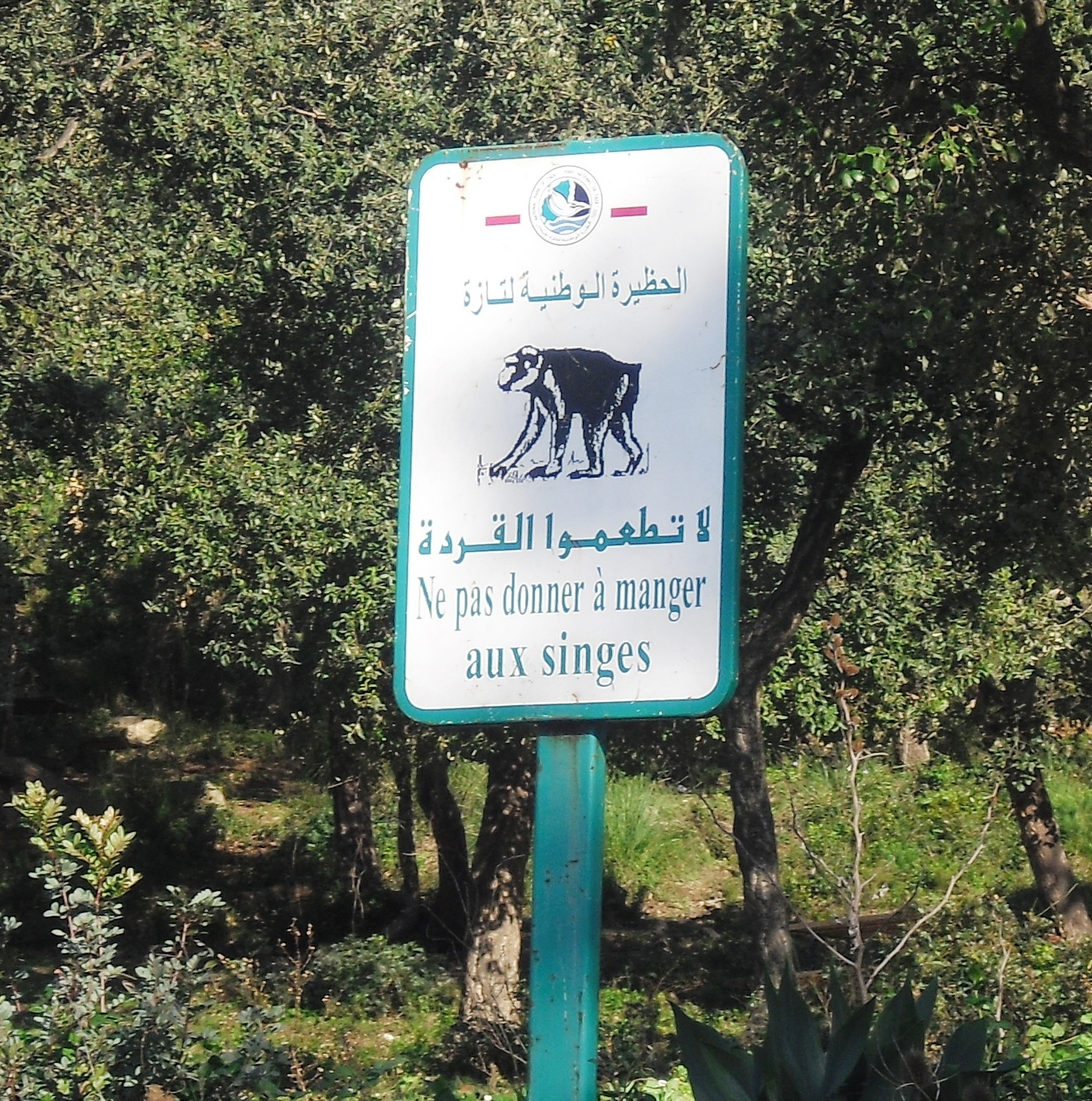
«حظيرة وطنية» بالجزائر

المتنزه الوطني أو الحديقة الوطنية أو الروضة الوطنية وهو متنزه يُستخدم لأغراض الحفاظ على البيئة. تُعد هذه المتنزهات محمية للأراضي الطبيعية أو شبه الطبيعية أو المطورة التي تعلن عنها دولة ذات سيادة أو تمتلكها. تمتلك كل دولة من الدول التي تحدد متنزهاتها الوطنية الخاصة بها بشكل مختلف، فكرة مشتركة ألا وهي: الحفاظ على «الطبيعة البرية» للأجيال القادمة بالإضافة لكونها رمزًا من رموز الفخر الوطني.
حددت منظمة الاتحاد الدولي لحفظ الطبيعة (آي يو سي إن) الدولية، ولجنتها العالمية للمناطق المحمية (دبليو سي بّي إيه)، «المتنزه الوطني» بصفته نوع الفئة الثانية للمناطق المحمية. وفقًا للاتحاد الدولي لحفظ الطبيعة، استوفى 6555 متنزهًا وطنيًا حول العالم المعايير في عام 2006. ما يزال (آي يو سي إن) يناقش معايير تحديد المتنزه الوطني.
اقتُرح هذا النوع من المنتزهات الوطنية سابقًا، إذ أنشأت الولايات المتحدة في عام 1872 متنزه يلوستون الوطني، الذي يُعد أول «متنزه عام أو أرض لفائدة الناس وإمتاعهم». على الرغم من أن يلوستون لم يُطلق عليها رسميًا اسم «متنزه وطني» وفق قانون تأسيسها، ولكن عمليًا كانت تُسمى متنزهًا وطنيًا، ويُعتقد على نطاق واسع أنها أول وأقدم متنزه وطني في العالم. ومع ذلك، تُعد محمية غابات ماين ريدج في توباغو (التي تأسست في عام 1776)، والمنطقة المحيطة بجبل بوغد خان أول (عام 1778)، أقدم المناطق المحمية قانونيًا، والتي سبقت يلوستون بنحو قرن من الزمن.
تفتح الحدائق الوطنية للزوار دائمًا.

## تعريفات
أعلن الاتحاد الدولي لحفظ الطبيعة في عام 1969 عن أن المتنزه الوطني هو منطقة كبيرة نسبيًا ويمتلك الخصائص المحددة التالية:
- لا يتغير نظام بيئي واحد أو أكثر بشكل جوهري بسبب الاستغلال البشري له واحتلاله، حيث تكون الأنواع النباتية والحيوانية، والمواقع الجيومورفولوجية والموائل ذات أهمية علمية وتعليمية وترفيهية خاصة أو تحتوي على مشهد طبيعي شديد الجمال؛
- اتخذت السلطة العليا المختصة في البلد خطوات لمنع أو القضاء على الاستغلال أو الاحتلال بالسرعة الممكنة في المنطقة بأسرها، ولفرض احترام المعالم البيئية أو الجيومورفولوجية أو الجمالية بشكل فعال، ما أدى إلى إقامة تلك المعالم؛ و
- يُسمح للزوار بالدخول، في ظل ظروف خاصة، لأغراض إلهامية وتعليمية وثقافية ومجددة للنشاط السياحي.

جرى توسيع هذه المعايير في عام 1971 بشكل أكبر لتؤدي إلى تشكيل معايير أكثر وضوحًا وتحديدًا لتقييم المتنزه الوطني. وتشمل هذه المعايير:
- الحد الأدنى لمساحة المتنزه 1000 هكتارًا داخل المناطق التي تحظى فيها حماية الطبيعة بالأولوية.
- الحماية القانونية الدستورية.
- الميزانية والموظفين بما يكفي لتوفير حماية فعالة كافية.
- حظر استغلال الموارد الطبيعية (بما في ذلك تطوير السدود) المؤهلة لأنشطة مثل الرياضة والصيد وصيد الأسماك، والحاجة إلى الإدارة، والمرافق، وما إلى ذلك.

تُعرّف منظمة الاتحاد الدولي لحفظ الطبيعة مصطلح المتنزه الوطني في الوقت الحالي. تُسمى العديد من المناطق المحمية في العديد من البلدان متنزهات وطنية، وذلك حتى عندما تتوافق مع فئات أخرى من تعاريف إدارة المناطق المحمية التي وضعتها منظمة الاتحاد الدولي لحفظ الطبيعة، على سبيل المثال:
- المتنزه الوطني السويسري في سويسرا: الفئة 1 إيه منظمة الاتحاد الدولي لحفظ الطبيعة - محمية طبيعية مُحددة بقوانين صارمة.
- متنزه إيفرغلاديس الوطني في الولايات المتحدة: الفئة 1 بي منظمة الاتحاد الدولي لحفظ الطبيعة - منطقة برية.
- متنزه شلالات فيكتوريا الوطني في زيمبابوي: الفئة الثالثة لمنظمة الاتحاد الدولي لحفظ الطبيعة - نصب تذكاري وطني.
- متنزه فيتوشا الوطني في بلغاريا: الفئة الرابعة لمنظمة الاتحاد الدولي لحفظ الطبيعة - منطقة إدارة الموائل.
- متنزه نيو فورست الوطني في المملكة المتحدة: الفئة الخامسة لمنظمة الاتحاد الدولي لحفظ الطبيعة - مشاهد طبيعية محمية.
- متنزه ديلتا إيرفو الوطني في اليونان: الفئة السادسة لمنظمة الاتحاد الدولي لحفظ الطبيعة - منطقة الموارد المحمية المُدارة.

يُفهم بشكل عام أن المتنزهات الوطنية تُدار من قبل الحكومات الوطنية (ومن هنا جاء الاسم)، تدير حكومات الولايات المتنزهات الوطنية في أستراليا قبل اتحاد أستراليا؛ وبالمثل، تدير المقاطعات المتنزهات الوطنية في هولندا. يوجد في كندا كلًا من المتنزهات الوطنية التي تديرها الحكومة الفدرالية والمتنزهات الإقليمية أو المحلية التي تديرها حكومات المقاطعات والحكومات المحلية، على الرغم من أن جميعها تقريبًا ما زالت تُعتبر متنزهات وطنية وفقًا لتعريف الاتحاد الدولي لحفظ الطبيعة والموارد الطبيعية.
لا تلتزم المتنزهات الوطنية في العديد من البلدان، بما في ذلك إندونيسيا وهولندا والمملكة المتحدة، بتعريف الاتحاد الدولي لحفظ الطبيعة، في حين أن بعض المناطق التي تلتزم بتعريف الاتحاد الدولي لحفظ الطبيعة لم تُصنف بمثابة متنزهات وطنية.